# Melanoplus scudderi
Melanoplus scudderi är en insektsart som först beskrevs av Philip Reese Uhler 1864.  Melanoplus scudderi ingår i släktet Melanoplus och familjen gräshoppor.

## Underarter
Arten delas in i följande underarter:
- M. s. latus
- M. s. scudderi
- M. s. texensis